# Anuncio del cese definitivo de la actividad armada de ETA

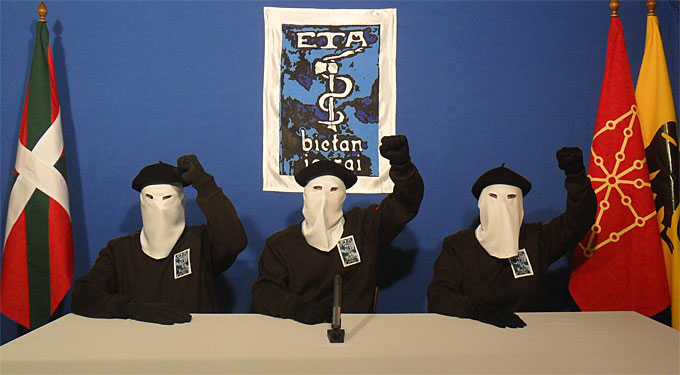
David Pla, Izaskun Lesaka e Iratxe Sorzabal anunciaron el cese definitivo de la actividad armada de ETA.

El 20 de octubre de 2011 la organización terrorista Euskadi Ta Askatasuna (ETA) realizó el anuncio del cese definitivo de su actividad armada.
El comunicado fue emitido tres días después de la celebración de la Conferencia Internacional de Paz de San Sebastián, en la que se le pedía una declaración en esos términos, mediante un comunicado publicado en las ediciones digitales de los diarios Gara y Berria.
En el comunicado, ETA afirmó un «compromiso claro, firme y definitivo de superar la confrontación armada», y pidió a los Gobiernos español y francés un diálogo directo, con el objetivo de llegar a una solución de las consecuencias del conflicto.
Seis años y medio después, el 3 de mayo de 2018, ETA anunció su autodisolución.

## Reacciones nacionales
El entonces presidente del Gobierno español José Luis Rodríguez Zapatero compareció una hora después del comunicado de ETA, destacando que se trataba de un triunfo «definitivo y sin condiciones» del Estado de derecho. Enfatizó la colaboración de Francia en la lucha contra la banda, y agradeció el trabajo de los distintos ministros del Interior y «la acción tenaz y eficaz de las fuerzas y cuerpos de seguridad del Estado». Finalizó su comparecencia recordando que «la memoria de las víctimas acompañará siempre a las futuras generaciones españolas».

El candidato socialista a las elecciones generales de noviembre de 2011, Alfredo Pérez Rubalcaba, exministro del Interior, afirmó que se trataba de un día para celebrar la gran victoria de la democracia. 
El líder de la oposición y candidato del Partido Popular a la presidencia, Mariano Rajoy, consideró el anuncio una gran noticia porque «se produjo sin ningún tipo de concesión política».
Tanto las asociaciones de víctimas del terrorismo, que lo calificaron de fraude, como las fuerzas de seguridad del Estado, que esperaban que «se pongan a disposición de la justicia y entreguen las armas», acogieron con mucho escepticismo y recelo el comunicado de la banda, que contemplaban condicionado al cumplimiento de las exigencias de la banda. Pese a estos recelos, ETA cumplió lo prometido y el cese definitivo de la violencia se mantuvo hasta el anuncio de su disolución.

## Reacciones internacionales
Informaciones de alcance y fondo recogidas de distintos medios de prensa:

### Organizaciones y gobiernos

#### Naciones Unidas
El secretario general de la ONU, Ban Ki-moon, dio la bienvenida al anuncio de ETA de poner fin a la violencia armada. Recordó que los españoles habían sufrido durante más de 40 años la violencia a manos de ETA, por lo que reiteró su esperanza de que la organización cumpla ese compromiso y consideró que «debería de haber un fin de la violencia y una deposición permanente de las armas». Según un comunicado de Martin Nesirky, portavoz del secretario general, él «comparte la esperanza de que ETA se comprometa a ponerle fin a lo que ha sido un trágico capítulo para España». Consideró que «debería de haber un fin de la violencia y una deposición permanente de las armas». La ONU confío en que ETA «cumpla su compromiso» de poner fin a la violencia.

#### Unión Europea
La UE felicitó a España por el comunicado. El presidente de la Comisión Europea, José Manuel Durão Barroso, consideró que el cese definitivo de la violencia de ETA suponía una victoria de los ciudadanos y las instituciones democráticas españolas. 
«Doy la bienvenida al anuncio de ETA», declaró el coordinador antiterrorista de la Unión Europea (UE), Gilles de Kerchove, alabando el papel de la sociedad española y de sus autoridades.

#### Francia
El entonces presidente de Francia Nicolas Sarkozy garantizó un «apoyo sin fisuras» a España para cerrar la paz definitiva. Felicitó a España por el fin de la violencia de ETA, que saludó como una victoria de la democracia.
El Twitter del Palacio del Elíseo publicó cuatro entradas felicitando a España por el fin de la violencia de ETA. Sarkozy también rindió homenaje a las víctimas y aseguró que Francia continuaría sus esfuerzos para asegurar una paz definitiva en Euskadi.

#### Reino Unido
El Gobierno británico dijo que si las palabras de ETA se cumplían, sería «un paso importante» . En una comunicación facilitada a la agencia EFE, el ministro de Asuntos Exteriores John Baird declaró: «Las palabras son una cosa, las acciones otra. Esperamos que ETA respalde sus palabras con los hechos».

#### Estados Unidos
Los Estados Unidos dieron la bienvenida al anuncio de ETA. «El anuncio de ETA es un paso histórico hacia la paz aunque sin duda queda un largo camino por delante para que se concrete esa promesa», declaró Tommy Vietor, portavoz del Consejo Nacional de Seguridad de Barack Obama. El portavoz de la Casa Blanca indicó: «Nuestros pensamientos están con las muchas víctimas que sufrieron durante muchas décadas debido a las acciones de ETA». Vietor dijo que la administración del entonces presidente estadounidense, Barack Obama, reconocía «el valor del Gobierno español y los españoles en su esfuerzos para impulsar la democracia y libertad en España y alrededor del mundo» y que el fin de la violencia por parte de ETA «abre la posibilidad de un paso histórico hacia la paz, aunque aún les queda mucho camino por delante para cumplir esa promesa».
El Consejo Nacional de Seguridad de los EE. UU. declaró en un comunicado: «En este momento de esperanza, nuestros pensamientos están con las víctimas de ETA. Reconocemos la valentía del Gobierno y el pueblo de España en sus esfuerzos para promover la democracia y la libertad en todo el mundo».

#### China
El Gobierno chino destacó los «constantes esfuerzos» de España para lograr la paz tras el anuncio de ETA. «Creemos que el Gobierno de España será capaz de manejar de forma adecuada este asunto», declaró la portavoz del entonces ministro chino de Asuntos Exteriores, Jiang Yu.

### Otras personalidades y organismos
- El exsecretario general de la ONU Kofi Annan dio su bienvenida a la decisión de la organización terrorista ETA de poner fin a la lucha armada y pidió «acuerdos concretos y mecanismos para su implantación», como informa EFE.

- Bill Clinton emitió un comunicado de prensa sobre el fin de ETA, que lee: «Con la implementación de la renuncia total a la violencia de forma incondicional y completa, ETA puede ayudar a que los afectados por el último conflicto armado en Europa tengan una vida mejor».

- Por su parte, el ex primer ministro británico Tony Blair, cuya presencia se barajó en la Conferencia Internacional de Paz de San Sebastián, se felicitó por el comunicado y recibió con «gran satisfacción» el anuncio de la banda terrorista ETA. «Ha triunfado la democracia», declaró en un comunicado.

- Brian Currin, mediador internacional, aseguró a Gara que «el siguiente paso lo tienen que dar los Gobiernos francés y español». Añadió que estaba satisfecho de que «haya sido tan rápido, ayudará a mantener la dinámica».

- Amnistía Internacional, ante el comunicado de ETA, pidó al Gobierno que eliminase «la detención en régimen de incomunicación, la dispersión de presos y las ambigüedades de la ley de partidos políticos, que podrían conculcar el derecho a la libertad de expresión».  Celebró el comunicado en el que ETA anunciaba el cese definitivo de la actividad armada y pidió que todos sus miembros comparezcan ante la justicia, aunque también consideraba que abría una oportunidad para que el Estado español rinda cuentas sobre las «violaciones de derechos humanos» que, según sostienía, cometieron las Fuerzas y Cuerpos de Seguridad del Estado (CFSE). «No se debe olvidar a las víctimas ni a sus familias. El gobierno español debe garantizarles el acceso a la verdad, la justicia y la reparación, de acuerdo con las normas internacionales de derechos humanos», insistió Nicola Duckworth, la exdirectora del Programa para Europa y Asia Central de AI.

### Portadas de los días 20 y 21 de octubre de algunos diarios extranjeros
- El periódico francés Le Monde dijo que «el fin del terrorismo se presentía desde hace semanas, y hoy ha ocurrido».

- The Guardian señala que «el grupo separatista vasco renuncia a la utilización de las armas tras un año en el que se ha observado el alto al fuego unilateral».

- Irish Times destaca en su portada que «El grupo armado vasco ETA ha comunicado que terminada con la campaña armada tras 43 años de terror» e instan a España y Francia a que abran el diálogo.

- El Frankfurter Allgemeine Zeitung alemán señala en su portada que «el grupo separatista vasco ETA ha abandonado la estrategia del terror. Así se desprende de un comunicado de la organización, que ha publicado el diario vasco Gara».

- La BBC informa: «La banda ETA dice que su campaña de lucha armada ha finalizado».

- El New York Times destaca en su portada que «después de medio siglo de violencia por la independencia del pueblo vasco en España y Francia, el grupo separatista ETA anuncia unilateralmente el final de su campaña de bombas».

- Según relata el corresponsal del Times en Londres, John F. Burns, el comunicado y el video de ETA fueron adelantados también a The New York Times y la BBC, a condición de no publicarlos hasta las 19h.

## Décimo aniversario
El 18 de octubre de 2021, Arnaldo Otegi, líder de la izquierda abertzale, hizo una declaración desde el Palacio de Ayete en la que manifestó su «pesar y dolor por el sufrimiento padecido» por las víctimas de ETA, que «nunca debió haberse producido».